# Club Atlético San Jorge
El Club Atlético San Jorge es una entidad deportiva dedicada fundamentalmente al fútbol de la ciudad de San Jorge, Santa Fe, Argentina.
El club participa en el Torneo Regional Federal Amateur 2024/25, la cuarta división para los equipos indirectamente afiliados, habiendo concluido 1° en la Zona 5, clasificándose a la 3a. Ronda. 
Al mismo tiempo disputa la Liga Departamental de fútbol San Martín.

## Fundación
En su nacimiento el club se llamó Club San Jorge Unido, ya que fue el resultado de la fusión entre dos entidades: Everton y For Ever, ambas exclusivamente dedicadas al fútbol allá por 1912. Sobre Everton se conoce que su Presidente era el Sr. Zunino y sobre For Ever que era presidido por Carlos Strassburger (primer presidente de Club San Jorge).
For Ever estaba identificado, desde 1911, por el color rojo y el libro de actas que utilizaban sus Comisiones Directivas es el mismo que luego continuó usando Club San Jorge Unido. Este club tuvo una vida institucional muy corta: se fundó el 4 de agosto de 1911 y culminó el 23 de junio de 1912. (10 meses y días).
Las primeras actuaciones de un equipo de For Ever fueron en 1911: un partido con San Martín de Carlos Pellegrini, en el marco de los festejos patronales de esa localidad terminó 0-0 y es el primer dato sobre fútbol que hay en nuestra ciudad. Un año después se jugó la revancha (el 28 de abril de 1912). El cotejo estaba 1-1 (primero disputado en San Jorge en la historia, al menos que se conozca) y San Martín se retiró faltando 15 minutos disconforme con el arbitraje. Luego, se le da ganada la Copa en juego a For Ever.
El Club San Jorge Unido nace el 23 de junio de 1912. La Asamblea se dio inicio a las 21:15 y luego de varias deliberaciones se proclamó la fusión de Everton y For Ever. Estuvieron presentes 35 socios y Carlos Strassburger fue elegido primer presidente.
Para elegir el nombre del club fueron a votación con estos resultados: San Jorge Unido 14, Unión y Fuerza 11 y San Jorge 10 sufragios. Dos años después los socios decidieron cambiarle el nombre por el actual Club Atlético San Jorge.

## Ubicación geográfica
No se conoce oficialmente por acta, ni tampoco hemos podido recabar más información hasta el momento sobre donde se ubicó geográficamente el club en sus inicios. Una versión comentada por socios indica, extraoficialmente, que la primera cancha de fútbol estuvo ubicada donde hoy se encuentra la Fábrica Luciano Hnos. (entre las calles Lamadrid, Av. Alberdi, H. Irigoyen y F.L. Beltran).
En 1918, durante un remate realizado el domingo 15 de junio, se compra un nuevo terreno para construir las instalaciones del club. Estaba ubicado en las manzanas 231 y 232 del plano del Pueblo de San Jorge. Hoy sería entre las calles Lisandro de la Torre, Sarmiento, Corrientes y Urquiza.
En 1937 se resuelve que los socios Juan Quaranta, Eulalio Boaglio y Esteban Morgavi le soliciten al Sr. Alfredo Leiser que eleve el último precio con relación a un terreno de 250 metros por 350 de frente y las condiciones de pago para resolver en Asamblea el traslado de las instalaciones al actual predio: entre Av. San Martín, Belgrano, Nothebon y L. de la Torre. La aprobación se logró en un plebiscito entre los socios, sobre 270 empadronados, 129 votaron. 121 por el si y 8 por el no. Lentamente se comienzan a construir las nuevas dependencias. A inicios de la década del ’40 el club ya estaba totalmente reinstalado.

## Los colores
En realidad no se sabe a ciencia cierta por qué el club adquirió los colores verdes y rojos. Al respecto hay varias teorías, una indica que se debe a que Everton era verde y For Ever rojo, otros dicen que podría estar ligada a la historia de unitarios y federales que se vivía en ese momento a nivel nacional. Lo único certero es que en el Acta 281, del 7 de febrero de 1922, se señala que la nueva indumentaria del club será “mitad por mitad, colores verde a la derecha y colorado a la izquierda”.

## Primer resultado
De acuerdo a las Actas el primer partido amistoso se juega el 20 de abril de 1913 frente a San Martín de Carlos Pellegrini. Ganó San Jorge Unido 3-0. Después se hacen contactos con Trebolense y Sastre para otros cotejos. En 1919 se crea la primera Liga Regional de Fútbol y San Jorge participa.

## Deportes realizados
- Ajedrez
- Automovilismo
- Basquetbol
- Bochas
- Casin
- Fútbol
- Fútbol de salón
- Gimnasia aeróbica
- Gimnasia artística
- Golf
- Hockey
- Natación
- Patín
- Pelota paleta
- Paddle
- Rugby
- Taekwondo
- Tenis
- Voleibol

El club posee con un circuito de automovilismo que se utiliza anualmente para el TC 2000.

## Desempeño en Copa Argentina 2011
El uruguayo participó de la Copa Argentina 2011/12. Disputó dos encuentros. 
En su partido estreno, el conjunto verdirojo debía visitar a Juventud Unida de Gualeguaychú. El partido resultó ser parejo, pero los sanjorgenses desequilibraron con un gol de Monesterolo a los 44'. Con este resultado San Jorge pasaría a las 2ª ronda Eliminatoria del Interior, donde tuvo que viajar nuevamente a la provincia de Entre Ríos para enfrentar a Club Atlético Paraná. El uruguayo fue más en los noventa minutos pero los paranaenses ganarían el partido gracias al gol de Chitero a los 48' del partido. De esta forma el uruguayo jugó dos partidos, ganó 1 y perdió el otro, convirtió 1 gol (Monasterolo) y le convirtieron uno. Dejó una linda imagen en esta innovadora copa.

## Campeonatos obtenidos
Liga San Martín: 20 Títulos (es el más ganador).
| Torneo del Interior 1993-94          | 1ª ronda         | 4   | 1   | 1  | 2  | 7   | 9   |
| Torneo Argentino B 1997/98           | 2ª ronda         | 10  | 3   | 4  | 3  | 26  | 27  |
| Torneo Argentino B 1998/99           | 1ª ronda         | -   | -   | -  | -  | -   | -   |
| Torneo Argentino B 2003/04           | 2ª ronda         | 8   | 4   | 2  | 2  | 16  | 15  |
| Torneo del Interior 2005             | 2ª ronda         | 8   | 3   | 3  | 2  | 19  | 22  |
| Torneo del Interior 2009             | 6ª ronda         | 22  | 13  | 3  | 6  | 61  | 30  |
| Torneo Argentino B 2009/10           | 2ª ronda         | 30  | 13  | 3  | 14 | 39  | 42  |
| Torneo Argentino B 2010/11           | 1ª ronda         | 24  | 6   | 11 | 7  | 35  | 35  |
| Torneo Argentino B 2011-12           | 1ª ronda         | 24  | 7   | 6  | 11 | 34  | 42  |
| Torneo Argentino B 2012-13           | 1ª ronda         | 26  | 11  | 5  | 10 | 39  | 38  |
| Torneo Argentino B 2013-14           | 2ª ronda         | 28  | 12  | 7  | 9  | 38  | 38  |
| Torneo Federal B 2014                | 3ª ronda         | 16  | 6   | 5  | 5  | 18  | 18  |
| Torneo Federal B 2015                | 1ª ronda         | 20  | 6   | 8  | 6  | 25  | 22  |
| Torneo Federal B 2016                | 3ª ronda         | 14  | 9   | 1  | 4  | 27  | 14  |
| Torneo Federal B Complementario 2016 | 1ª ronda         | 12  | 5   | 4  | 3  | 13  | 12  |
| Torneo Federal B 2017                | Final 4º Ascenso | 24  | 14  | 6  | 4  | 37  | 22  |
| Torneo Regional 2019                 | 4ª ronda         | 12  | 10  | 1  | 1  | 31  | 8   |
| Torneo Regional 2020                 | Cancelada        | 5   | 3   | 0  | 2  | 9   | 8   |
| Torneo Regional 2021                 | Renunció         | -   | -   | -  | -  | -   | -   |
| Torneo Regional 2022                 | Semifinal        | 12  | 6   | 5  | 1  | 18  | 6   |
| Torneo Regional 2023                 | Cuartos de final | 8   | 3   | 1  | 4  | 5   | 10  |
| Total                                | -                | 307 | 135 | 76 | 96 | 497 | 418 |

| Copa Argentina 2011/12 | 3ª ronda     | 2  | 1 | 0 | 1 | 1  | 1  |
| Copa Argentina 2012/13 | 3ª ronda     | 2  | 1 | 0 | 1 | 2  | 2  |
| Copa Argentina 2013/14 | 2ª ronda     | 1  | 0 | 0 | 1 | 2  | 4  |
| Copa Argentina 2014/15 | 2ª ronda     | 1  | 0 | 1 | 0 | 1  | 1  |
| Copa Argentina 2015/16 | No Clasificó | -  | - | - | - | -  | -  |
| Copa Argentina 2016-17 | No Clasificó | -  | - | - | - | -  | -  |
| Copa Argentina 2017-18 | 2ª ronda     | 4  | 1 | 1 | 2 | 4  | 5  |
| Copa Argentina 2018-19 | No Clasificó | -  | - | - | - | -  | -  |
| Total                  | 5/10         | 10 | 3 | 2 | 5 | 10 | 13 |

| Copa Santa Fe 2016 | Octavos de final | 3  | 1  | 2 | 0 | 3  | 2  |
| Copa Santa Fe 2017 | Semifinal        | 6  | 2  | 3 | 1 | 12 | 6  |
| Copa Santa Fe 2018 | Semifinal        | 6  | 5  | 0 | 1 | 13 | 4  |
| Copa Santa Fe 2019 | Octavos de final | 5  | 2  | 3 | 0 | 5  | 3  |
| Copa Santa Fe 2022 | Octavos de final | 3  | 2  | 1 | 0 | 6  | 2  |
| Total              | 3º               | 23 | 12 | 9 | 2 | 39 | 17 |

| Copa Federación 2016 | Campeón    | 8  | 7  | 1 | 0 | 34 | 5  |
| Copa Federación 2017 | Campeón    | 8  | 7  | 1 | 0 | 19 | 1  |
| Copa Federación 2018 | Campeón    | 8  | 7  | 0 | 1 | 27 | 8  |
| Copa Federación 2019 | Subcampeón | 8  | 5  | 0 | 3 | 19 | 10 |
| Total                | 3 títulos  | 32 | 26 | 2 | 4 | 99 | 24 |

#### Resumen estadístico
| Competición                         | PJ  | PG  | PE | PP  | GF  | GC  | Mejor resultado |
| ----------------------------------- | --- | --- | -- | --- | --- | --- | --------------- |
| Era profesional                     |     |     |    |     |     |     |                 |
| Cuarta División                     | 307 | 135 | 76 | 96  | 497 | 418 | Subcampeón      |
| Copa Nacional                       | 10  | 3   | 2  | 5   | 10  | 13  | Tercera Ronda   |
| Copa Provincial                     | 23  | 12  | 9  | 2   | 39  | 17  | Semifinal       |
| Subtotal era profesional            | 340 | 150 | 87 | 103 | 546 | 448 | 0 Título        |
| Era amateur                         |     |     |    |     |     |     |                 |
| Liga San Martín                     | ?   | ?   | ?  | ?   | ?   | ?   | Campeón (20)    |
| Copa Federación                     | 32  | 26  | 2  | 4   | 99  | 24  | Campeón (3)     |
| Subtotal era amateur                | ?   | ?   | ?  | ?   | ?   | ?   | 23 Títulos      |
| Total Era amateur y Era profesional | ?   | ?   | ?  | ?   | ?   | ?   | 23 Títulos      |

* En negrita las competiciones actuales.

## Jugadores

### Plantel 2022
- Los equipos argentinos están limitados por la AFA a tener en su plantel de primera división un máximo de cuatro futbolistas extranjeros.

## Entrenadores

### Equipo técnico 2016
Actualizado a 01/06/2016
- Director técnico:
 Gustavo Raggio
- Ayudantes de campo:
- Preparadores físicos:
- Médicos:

### Lista de Directores Técnicos que pasaron por el club
- Sergio Priseajniuc
- Gustavo Raggio